# Catalina Homar

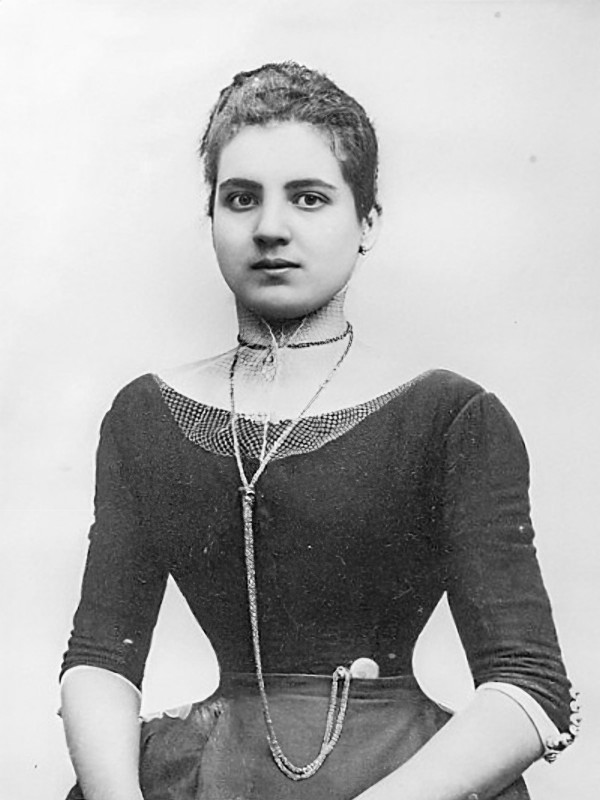
Catalina Homar (ca. 1890)

Catalina Homar (* 1868 in Valldemossa; † 1905 ebenda) war eine langjährige Geliebte des Erzherzogs Ludwig Salvator von Österreich-Toskana und erfolgreiche Verwalterin seiner landwirtschaftlichen Güter auf Mallorca.

## Leben
Catalina Homar wurde in einfachen Verhältnissen als Tochter eines mallorquinischen Tischlers geboren und erhielt – wie damals üblich – kaum Schulbildung. Sie wurde die Geliebte des österreichischen Erzherzogs Ludwig Salvator, der sich ab 1867 auf Mallorca niedergelassen hatte und im Laufe der nächsten Jahrzehnte einen 16 Kilometer langen Küstenstrich zwischen den Orten Valldemossa und Deià erwarb. Ludwig Salvator unterstützte die Ausbildung der talentierten Frau, unter anderem lernte sie mehrere Sprachen. Infolgedessen wurde sie auch zu einer wichtigen Mitarbeiterin und verwaltete schließlich eigenverantwortlich die Landgüter von Son Marroig, Son Moragues und Son Miramar. Catalina begleitete Ludwig Salvator auf mehreren seiner Forschungsreisen im Mittelmeerraum. Während einer dieser Reisen soll sie an Lepra, anderen Quellen zufolge am Denguefieber erkrankt sein, woran sie im Jahr 1905 starb. Ihr Grab befindet sich am Ortsfriedhof von Valldemossa.
Homars Leben wurde mehrfach literarisch oder künstlerisch rezipiert. 2002 wurde die Oper Catalina Homar des Komponisten Paul Walter Fürst uraufgeführt. Im 2003 erschienenen Roman Die Nebeldame von Gabriel Janer Manila wird die Beziehung Homars mit dem Erzherzog thematisiert.